# Poslanska skupina Nove Slovenije
Poslanska skupina Nove Slovenije (kratica NSi) je poslanska skupina, ki jo sestavljajo poslanci, izvoljeni na listi Nove Slovenije.

## Sestava

### Mandat 2000–2004
- Andrej Bajuk
- Jožef Bernik
- Janez Drobnič
- Matjaž Falkner (nadomestni poslanec)
- Ivan Mamić
- Lojze Peterle
- Alojz Sok
- Ana Marija Tisovic
- Majda Zupan

### Mandat 2004–2008
- Andrej Bajuk (postane minister)
- Franc Capuder (nadomestni poslanec)
- Janez Drobnič (del mandata deluje kot poslanec)
- Jožef Horvat
- Anton Kokalj
- Drago Koren
- Mojca Kucler Dolinar (postane ministrica)
- Martin Mikolič
- Alojz Sok
- Ciril Testen (nadomestni poslanec)
- Marjetka Uhan
- Majda Zupan (nadomestna poslanka)

### Mandat 2011–2014
- Matej Tonin
- Iva Dimic
- Ljudmila Novak, podpredsednica Državnega zbora Republike Slovenije[1]
- Jožef Horvat

### Mandat 2014–2018
- Matej Tonin - vodja poslanske skupine
- Jernej Vrtovec
- Iva Dimic
- Ljudmila Novak
- Jožef Horvat
- Zvonko Lah (prestopi iz SDS)

### Mandat 2018–2022
- Andrej Černigoj (nadomestil Jerneja Vrtovca)
- Iva Dimic
- Jožef Horvat - vodja poslanske skupine
- Ljudmila Novak (maja 2019 izvoljena za evropsko poslanko)
- Blaž Pavlin
- Mihael Prevc (nadomestil Mateja Tonina)
- Aleksander Reberšek
- Tadeja Šuštar (nadomestila Ljudmilo Novak)
- Matej Tonin (13. marca 2020 postane minister)
- Jernej Vrtovec (13. marca 2020 postane minister)

### Mandat 2022–
- Janez Cigler Kralj - vodja poslanske skupine
- Matej Tonin (junija 2024 izvoljen za evropskega poslanca)
- Janez Žakelj
- Jernej Vrtovec
- Iva Dimic
- Aleksander Reberšek
- Vida Čadonič Špelič
- Jožef Horvat
- Franc Medic (nadomestil Mateja Tonina)